# Микеладзе, Паата Омарович
Паата Омарович Микеладзе (род. 9 сентября 1964, Гори) — советский и грузинский футболист, полузащитник.

## Биография
Родился 9 сентября 1964 года в Гори. Воспитанник ДЮСШ «Дила» (Гори). За первую команду провёл около сотни матчей в Высшей лиге и Кубке Грузии, после чего перешёл в калужский «Турбостроитель». Также выступал за «Спартак» (Брянск) и боровскую «Индустрию». В 2003 году выступал в Кубке Калуги за «Истру».
С 2007 года на тренерской и административной работе в «Калуга» (ранее ФК «МиК»).
Сын Леван (род. 1986) — профессиональный футболист, выступал за рязанский «Спартак-МЖК» и «МиК».